# Cot Jurumudi
Cot Jurumudi is een bestuurslaag in het regentschap Aceh Barat van de provincie Atjeh, Indonesië. Cot Jurumudi telt 190 inwoners (volkstelling 2010).